# Селце (Прилеп)
Селце (мкд. Селце) је насеље у Северној Македонији, у јужном делу државе. Селце припада општини Прилеп.

## Географија
Насеље Селце је смештено у јужном делу Северне Македоније. Од најближег већег града, Прилепа, насеље је удаљено 4 km јужно.
Селце се налази на источном ободу Пелагоније, највеће висоравни Северне Македоније. Село је смештено на северним падинама Селечке планине. надморска висина насеља је приближно 750 метара.
Клима у насељу је планинска због знатне надморске висине.

## Становништво
По попису становништва из 2002. године, Селце је имало 294 становника.
Претежно становништво у насељу су етнички Македонци (100%).
Већинска вероисповест у насељу је православље.